# Quomodo adolescens poetas audire debeat
Quomodo adolescens poetas audire debeat (noto anche come De audiendis poetis) è un saggio morale-pedagogico di Plutarco, incluso nei suoi Moralia.

## Struttura
Il saggio di Plutarco sullo studio della poesia non è una discussione degli elementi essenziali della poesia, né un'analisi dei suoi vari generi alla maniera della Poetica di Aristotele ma si occupa della poesia solo come mezzo per formare i giovani in preparazione allo studio della filosofiaː infatti, una certa esperienza con le metafore che si trovano nella poesia, secondo l'opinione dell'autore, farà sembrare le dottrine filosofiche meno strane quando si incontreranno nello studio effettivo della filosofia.
Questa formazione deve essere impartita non limitando la lettura a passaggi selezionati, ma insegnando ai giovani a riconoscere e ignorare il falso e il favoloso nella poesia, a scegliere sempre la migliore interpretazione, e, nei passaggi immorali in cui l'arte è impiegata per se stessa. Tali passaggi possono essere compensati da altri passaggi dello stesso autore o di un altro autore e, come ultima risorsa, si può provare a comporre versi per renderli conformi a uno standard etico più elevato.
La filologia, in senso stretto, dice Plutarco, è una scienza in sé, e la sua conoscenza non è essenziale per la comprensione della letteratura; d'altra parte, Plutarco insiste fortemente sul fatto che un esatto apprezzamento delle parole e del loro significato in contesti diversi sia indispensabile per la comprensione di qualsiasi opera di poesia.
I vari punti del saggio sono illustrati da abbondanti citazioni tratte principalmente da Omero, Esiodo, Archiloco, Pindaro, Simonide, Teognide, Eschilo, Sofocle, Euripide e Menandro, accompagnate da molte osservazioni acute e intelligenti, che attestano l'ampia e attenta lettura degli autori classici da parte di Plutarco.